# Fernando Poo
Cet article concerne l'ancienne colonie puis province espagnole. Pour la plus grande des îles qui la composent, voir Bioko. Pour l'explorateur dont elle a pris le nom, voir Fernando Pó.
1959–1968
Entités précédentes :
- Province du Golfe de Guinée (1956)

Entités suivantes :
- Région insulaire, Guinée équatoriale

Fernando Poo était une province espagnole d'Afrique (1959-1968), située sur l'île de Bioko en Guinée espagnole à l'époque de son administration coloniale espagnole.

## Géographie
La capitale de la province de Fernando Poo était la ville de Santa Isabel (appelée désormais Malabo), et où se tenait le siège du gouvernement provincial de Fernando Poo.

## Histoire
Le nom de l'île dérive de l'explorateur portugais Fernando Pó (ou Fernão do Pó), premier européen à visiter l'île au XVe siècle.
D'abord colonie espagnole, l'île de Fernando Poo devient une province à part entière de l'Espagne en Afrique à partir de 1959, aux côtés de la partie continentale de l'actuelle Guinée équatoriale, et ce jusqu'à l'indépendance du pays en 1968.
Entre 1959 et 1968, la province portait également le nom de Región Ecuatorial Española, plus connue sous le nom de Guinée espagnole.